# جزایر سییس
جزایر سیِیس یک مجمع الجزایر در کشور اسپانیا است که در مصب بیگو واقع شده و توسط سه جزیره تشکیل شده است: نورته (به معنی شمالی یا مونته آگودو)، دل مدیو (به معنی میانی یا دو فارو) و سور (به معنی جنوبی یا سن مارتین). این جزایر متعلق به شهرداری بیگو است. دو مورد اول به‌طور مصنوعی توسط یک موج شکن و به‌طور طبیعی توسط شن‌های ساحل روداس به هم متصل می‌شوند. جزایر از شهر ویگو تقریباً سه ربع ساعت با قایق یا ۱۴٫۵ کیلومتر فاصله دارند. آنها در سال ۱۹۸۰ به عنوان یک پارک طبیعی اعلام شدند و در پارک ملی جزایر اقیانوس اطلس گالیسیا که در سال ۲۰۰۲ ایجاد شد، گنجانده شدند.
در فوریه ۲۰۰۷، روزنامه بریتانیایی گاردین، ساحل روداس را «بهترین ساحل جهان» انتخاب کرد. در سال ۲۰۲۴، روزنامه بریتانیایی تایمز و کانال تلویزیونی فرانسوی TF1 نیز این جزایر را «کارائیب اروپایی» توصیف کردند.
در نوامبر ۲۰۱۳، روند ثبت جزایر به عنوان میراث جهانی آغاز شد. در ماه مه ۲۰۱۷، دولت گالیسیا درخواستی را به وزارت فرهنگ ارسال کرد و درخواست کرد که کل پارک جزایر آتلانتیک توسط یونسکو به صورت میراث جهانی به رسمیت شناخته شود.